# GOLD WATER
『GOLD WATER』（ゴールドウォーター）は、1990年12月1日に発売されたECHOESのベスト・アルバム。

## 概要
ECHOES初のベスト・アルバム。
ECHOES解散時の質問でベスト盤を作ったことは影響したか?という問いに対して、解散したいと言った辻仁成は、「このリミックスをやったときにこれはメモリアル、ラストになる予感はした」と語り「この作品を聴いている限り、ECHOESはやはり80年代に全てを出し切ったと思う」と語るアルバム。

## 収録曲
- 全曲 作詞 作曲：辻仁成（M3作曲：ECHOES）

1. JACK (New Version)
「No Kidding」に収録。
2. BETWEEN (New Version)
「WELCOME TO THE LOST CHILD CLUB」に収録。
3. ONE NITE DREAM
9作目のシングル。
4. LOVIN' YOU
「EGGS」に収録。
5. ZOO
「Dear Friend」に収録。
6. Raindrops
「No Kidding」に収録。
7. Alone
「HURTS」に収録。
8. GENTLE LAND
「Goodbye gentle land」に収録。
9. STELLA (Remix Version)
「No Kidding」に収録。
10. メモリアル･パークのチャーリーブラウン (Remix Version)
「HEART EDGE」に収録。
11. 訪問者 (ヴィジター)
「WELCOME TO THE LOST CHILD CLUB」に収録。
12. Foolish Game
「HURTS」に収録。
13. Dear Friend
「Dear Friend」に収録。
14. SOMEONE LIKE YOU (New Version)
「No Kidding」に収録。
15. GOOD-BYE BLUE SKY (Remix Version)
「Goodbye gentle land」に収録。

## Additional Musicians
| JACK (New Version) - 本田清巳：ギター - 横田龍一郎：シンセサイザー - 山本拓夫：アルトサクソフォン BETWEEN (New Version) - 本田清巳：ギター - 横田龍一郎：シンセサイザー - 山本拓夫：ソプラノサクソフォン&バッキングボーカル ONE NITE DREAM - 本田清巳：ギター - 横田龍一郎：シンセサイザー - 山本拓夫：ソプラノ&テナーサクソフォン&バッキングボーカル LOVIN' YOU - 本田清巳：ギター - 田中一郎：ギター - 横田龍一郎：シンセサイザー - 山本拓夫：サクソフォン&バッキングボーカル ZOO - 横田龍一郎：シンセサイザー - Suzanne K．Kim：バッキングボーカル Raindrops - 井上鑑：シンセサイザー | Alone - 横田龍一郎：シンセサイザー - 高橋ジャッキー香代子：バッキングボーカル GENTLE LAND - 横田龍一郎：シンセサイザー STELLA (Remix Version) - 井上鑑：シンセサイザー メモリアル･パークのチャーリーブラウン (Remix Version) - 井上鑑：シンセサイザー 訪問者 (ヴィジター) Foolish Game - 横田龍一郎：シンセサイザー Dear Friend - 横田龍一郎：シンセサイザー SOMEONE LIKE YOU (New Version) - 本田清巳：ギター - 横田龍一郎：シンセサイザー - 山本拓夫：ソプラノサクソフォン GOOD-BYE BLUE SKY (Remix Version) - 横田龍一郎：シンセサイザー - 山本拓夫：ソプラノサクソフォン |